# Lovro Planko
Lovro Planko (Liubliana, 28 de mayo de 2001) es un deportista esloveno que compite en biatlón. Ganó una medalla de bronce en el Campeonato Europeo de Biatlón de 2023, en la prueba individual.

## Palmarés internacional
| Campeonato Europeo | Campeonato Europeo  | Campeonato Europeo | Campeonato Europeo |
| Año                | Lugar               | Medalla            | Prueba             |
| ------------------ | ------------------- | ------------------ | ------------------ |
| 2023               | Lenzerheide (Suiza) | Medalla de bronce  | Individual         |